# Serafin z Montegranaro
Serafin z Montegranaro, właśc. wł. Felice de Nicola (ur. 1540 w Montegranaro we Włoszech, zm. 12 października 1604 w Ascoli) – włoski kapucyn, święty Kościoła katolickiego.

## Życiorys
Urodził się w biednej, ale pobożnej rodzinie. W swojej młodości zajmował się wypasaniem owiec, które to zajęcie dawało mu wiele okazji do modlitwy oraz innych pobożnych ćwiczeń. Po śmierci swoich rodziców był poddawany przez swoich braci okrutnemu traktowaniu. W wieku 16 lat wstąpił do Zakonu Braci Mniejszych Kapucynów z klasztorem w Tolentino, a po odbyciu nowicjatu w Jesi został przyjęty do zakonu jako świecki brat pod imieniem Serafin.
Początkowo pobyt w klasztorze wiązał się dla niego z wieloma trudnościami. Często miał problemy z wykonaniem najprostszych zadań poleconych mu przez przełożonych, i to mimo wysiłku, jaki wkładał w pracę. W związku z tym był często karcony, ale wszystkie docinki i uwagi przyjmował z cierpliwością. W późniejszym okresie wykonywał już swoją pracę wzorowo jako kwestarz, ogrodnik i furtian. Ludzie dostrzegali u niego zdolność do „przepowiadania Ewangelii”, jak również umiejętność czytania w ludzkich sercach. Mimo iż był niepiśmienny, po radę i naukę przychodzili do niego zarówno świeccy, jak i duchowni dostojnicy.
Z jego życiem związana jest historia uzdrowienia przez niego legata papieskiego, kardynała Ottavio Bandini, który dzięki modlitwie Serafina miał ozdrowieć z gangreny, która wdarła się po złamaniu przez niego nogi. W dowód wdzięczności, purpurat nakazał wzniesienie w miejscu zdarzenia kaplicy wotywnej.
Miał szczególne nabożeństwo do Najświętszego Sakramentu i Matki Bożej. Jego grób znajduje się w klasztorze kapucynów w Ascoli.
Został kanonizowany przez papieża Klemensa XIII 16 lipca 1767 roku.
Jego wspomnienie liturgiczne obchodzone jest 12 października.